# Vaporware

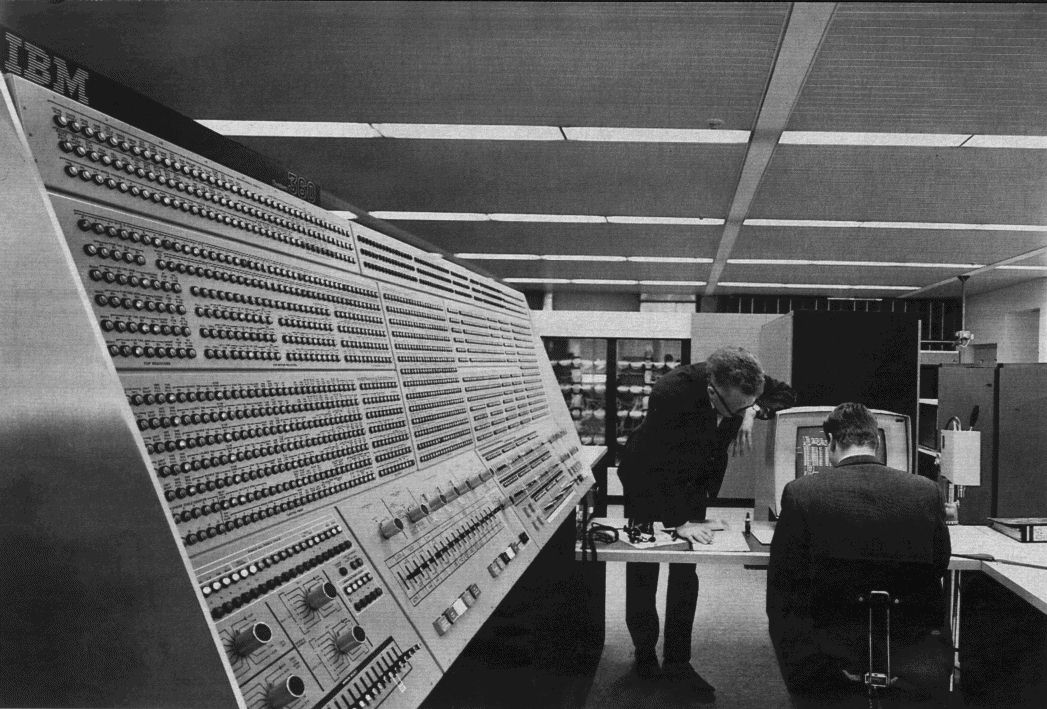
Министерство юстиции США обвинило компанию IBM в том, что она начала рекламировать свой компьютер System/360 Model 91 (на изображении) за три года до того, как он фактически стал доступен, имея намерение уменьшить продажи компьютеров, выпускаемых конкурентами

Vaporware, реже vapourware (от амер. англ. vapor — «пар, туман» + ware — «продукт») используемый в компьютерной индустрии термин, описывающий продукт (обычно программное или аппаратное обеспечение компьютеров), о разработке которого сообщается широкой публике, но который в результате так и не выпускается на рынок. При этом официально об отмене продукта не сообщается. Термин vaporware также используется в отношении анонсированных или предсказанных событий, но которые в итоге так и не случаются. Термин также часто употребляется в отношении продуктов, которые объявляются за несколько месяцев или лет до выпуска, причём процесс разработки держится в тайне. Иногда такие действия осуществляются с целью удержать потребителей от покупки конкурирующих продуктов, предлагающих большую функциональность.
В прессе разработчики программного и аппаратного обеспечения часто обвиняются в том, что они анонсируют продукт слишком рано, чтобы получить конкурентное преимущество. Журнал Network World в 1989 году назвал vaporware «эпидемией», обвинив журналистов в том, что они не пытаются выяснить, являются ли заявления разработчиков истиной. В 1989 году семь ведущих компаний-разработчиков программного обеспечения выпустили общее заявление, в котором говорилось, что vaporware вредит доверию к компьютерной индустрии. В США многие компании обвинялись в нарушении антитрестового законодательства путём чрезмерно раннего анонса своих продуктов. В то же время, журнал InfoWorld указывал, что термин vaporware используется чрезмерно широко и часто представляет собой несправедливое клеймо, налагаемое на разработчиков.
Термин был впервые использован сотрудником корпорации Microsoft в 1982 году в отношении разрабатывавшейся этой компанией операционной системы Xenix. В печати vaporware как термин впервые профигурировал в 1983 году в статье Эстер Дайсон, эксперта по компьютерным технологиям. Он быстро стал популярным среди компьютерных журналистов и использовался для описания продуктов, которые, по их мнению, слишком долго не выпускаются на рынок. Редактор журнала InfoWorld Стюарт Олсоп внёс вклад в его популяризацию, наградив Билла Гейтса наградой «Золотой vaporware» за поздний выпуск первой версии Windows в 1985 году. Термин впервые стал подразумевать обвинения в намеренном обмане применительно к офисному пакету Ovation компании Ovation Technologies в 1983 году: демонстрация пакета была хорошо принята прессой, однако позже выяснилось, что такого продукта никогда не существовало.

## Этимология
Первый известный случай использования термина «vaporware» относится к 1982 году. Энн Винблод, президент компании Open Systems Accounting Software, хотела узнать, когда Microsoft планирует прекратить поддержку и развитие операционной системы Xenix. От этого зависела судьба некоторых продуктов Open Systems. Она направилась в офис Microsoft, где двое инженеров — Джон Юлетт и Марк Юрсино — подтвердили ей, что разработка Xenix была остановлена. По её словам, один из них сказал, что Xenix, — фактически, vaporware. Винблод сравнила это слово с идеей «продажи дыма», подразумевая, что Microsoft продаёт продукт, который вскоре прекратит поддерживать.

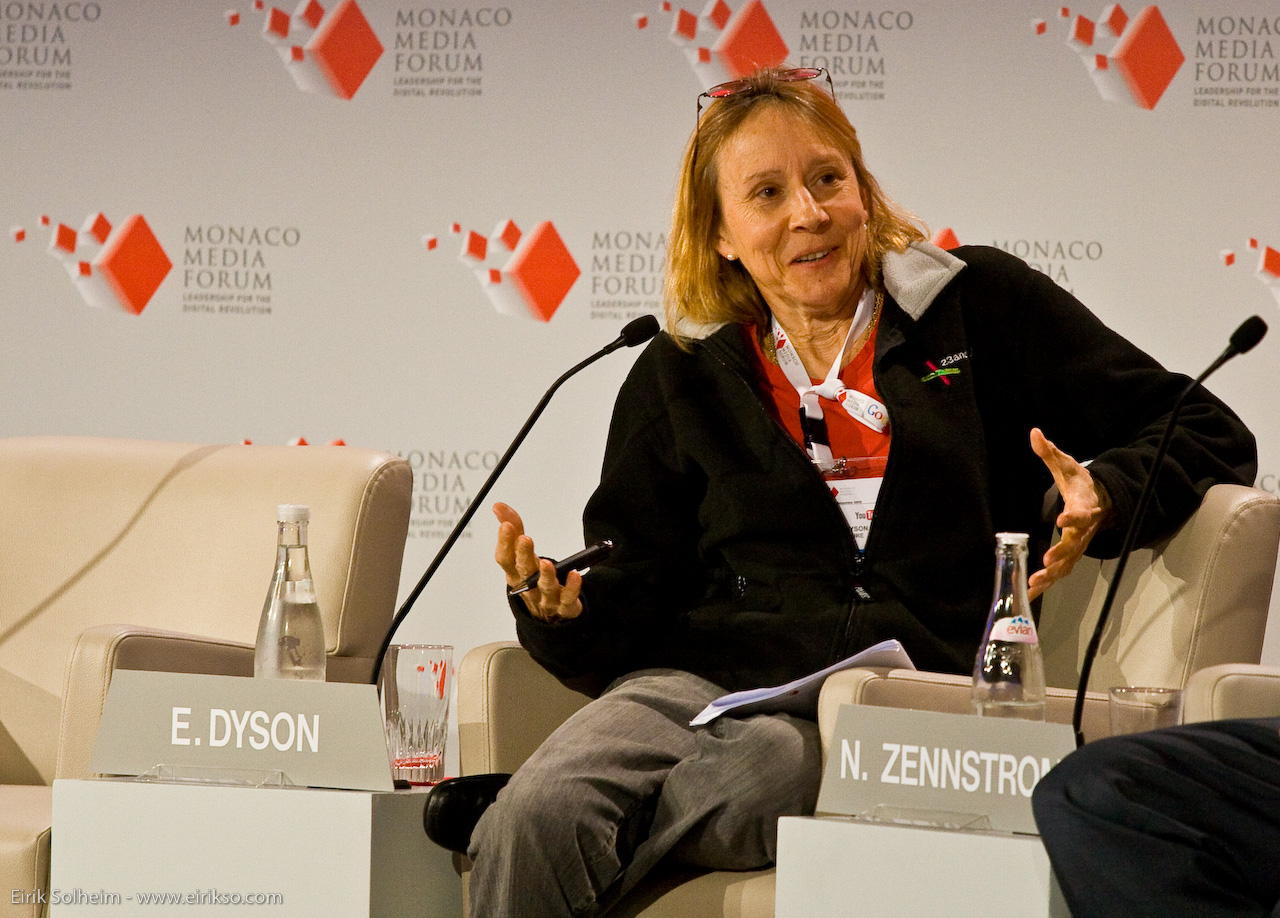
Известная писательница Эстер Дайсон (фото 2008 года) популяризовала термин «vaporware» в выпуске газеты RELease 1.0 за ноябрь 1983 года

Винблод сообщила об этом случае известному эксперту по компьютерным технологиям Эстер Дайсон, которая рассказала об этом в своей ежемесячной электронной газете RELease 1.0. В статье под заголовком «Vaporware» в выпуске газеты за 1983 год Дайсон определила этот термин как «не до конца воплощённые хорошие идеи». Она описала три продукта, показанные в этом году на шоу COMDEX в Лас-Вегасе, которые активно рекламировались, но, по её словам, демонстрация «предполагаемых революций, прорывов и новых поколений», представленная на выставке, не соответствовала рекламным обещаниям.
После публикации статьи Дайсон слово стало популярным среди журналистов, пишущих об индустрии программного обеспечения для персональных компьютеров, для описания продуктов, выпуск которых они считали слишком запоздавшим после первого объявления. Редактор журнала InfoWorld Стюарт Олсоп популяризовал его использование в этом значении, присудив Биллу Гейтсу, который в то время был CEO компании Microsoft, награду «Золотой Vaporware» за 18-месячную задержку с выпуском первой версии Windows в 1985 году. Олсоп представил её Гейтсу на праздновании выпуска под звуки песни «The Impossible Dream».
Термин «vaporware» стал использоваться также для описания продуктов, которые никогда не существовали. Вновь созданная компания Ovation Technologies анонсировала офисный пакет Ovation в 1983 году. Компания вложила деньги в рекламную кампанию, в которой Ovation преподносился как «великая инновация» и показывала демонстрации продукта на компьютерных выставках. Демонстрации были хорошо оценены журналистами, упоминались в темах номера профессиональных журналов и, по некоторым сообщениям, заставили потребителей ждать выпуска продукта. Позже оказалось, что пакет Ovation никогда не существовал. Для того, чтобы собрать деньги и завершить разработку продукта, были сделаны фальшивые демонстрационные версии, но достаточных инвестиций привлечь так и не удалось. Это был первый случай, когда термин vaporware использовался в значении, подразумевающим намеренное мошенничество. По мнению Лори Флинна из The New York Times, Ovation «считается прародительницей всего vaporware».
Термин vaporware не имеет единого определения. Он обычно используется для описания аппаратного обеспечения или программного продукта, который был анонсирован разработчиком, но который так и не был выпущен или был выпущен с неприемлемо большой задержкой. В последние три десятилетия значение термина постепенно расширялось. Аллан Слоан в журнале Newsweek в 1997 году назвал манипуляцию финансовым рынком, осуществлявшуюся корпорациями Yahoo! и Amazon.com «финансовым vaporware». Журнал Popular Science для описания дат выпуска новых устройств потребительской электроники использует шкалу с интервалом от «vaporware» до «можно поручиться за это». Термином vaporware были названы планы автопроизводителя General Motors разработать и выпустить в продажу электромобиль Vector W8 в 2008 году.

## Причины применения термина и его использование

### Задержка выпуска
Этот термин — алая буква на шее разработчиков программного обеспечения. [...] Как и любое другое слово, которое используется слишком часто и не по делу, термин vaporware потерял своё значение.
Пропуск объявленной даты выпуска продукта и навешивание на него прессой ярлыка «vaporware» может быть вызвано затягиванием процесса разработки. По данным исследования, сделанного в 2001 году, изучавшего причины и следствия vaporware, большая часть программных продуктов не выпускается вовремя. Разработка программного обеспечения — сложный процесс, и часто разработчики не могут с уверенностью сказать, как долго продлится их работа над отдельно взятым проектом. Например, существенную часть времени разработки программного обеспечения может занять исправление ошибок, а разработчики склонны не выпускать в свет программы с ошибками, поскольку это может навредить их репутации. Часто в «последнюю минуту» происходят изменения в архитектурном решении проекта. В 1986 году язык SQL был принят ANSI в качестве национального стандарта США для языков управления базами данных. Компания Ashton-Tate уже была готова выпустить свою систему управления базами данных dBase IV, но релиз был отложен из-за необходимости добавить поддержку SQL. Было сочтено, что программа без этого не будет конкурентоспособной. В связи с распространением использования термина «vaporware» журналистами в середине 1980-х, редактор журнала InfoWorld Джеймс Фосетт писал, что негативные ассоциации, связанные с ним, являются проявлением несправедливости к разработчикам как раз из-за подобных ситуаций.
Термином «vaporware» также обозначают продукты, которые так и не были выпущены из-за финансовых проблем или из-за изменений технологического уровня, произошедших в период разработки. Когда компания 3D Realms впервые объявила о предстоящем выпуске игры Duke Nukem Forever в 1997 году, разработка находилась на ранней стадии. Предыдущая игра, Duke Nukem 3D, была выпущена в 1996 году и имела успех у критиков, а также принесла немалый доход. Пользователи ждали продолжения. Лавионообразный рост мощностей аппаратного обеспечения компьютеров в конце 1990-х спровоцировал «гонку вооружений» между компаниями, разрабатывающими компьютерные игры (согласно Wired News). 3D Realms раз за разом откладывало выпуск игры в течение следующих 12 лет, чтобы добавить в неё новые, соответствующие потребностям времени, возможности. К моменту закрытия 3D Realms в 2009 году, так и не выпущенная игра Duke Nukem Forever фактически стала классическим примером «vaporware», используемым журналистами. Разработка игры всё же была продолжена и её выпуск состоялся в 2011 году.